# Contea di Ningjin (Shandong)
La contea di Ningjin (宁津县S, Níngjīn XiànP) è una contea della Cina, situata nella provincia dello Shandong e amministrata dalla prefettura di Dezhou.